# АФК Юг
АФК Юг или Южна дивизия на Американската футболна конференция е една от осемте дивизии на Националната футболна лига (НФЛ). Създадена е през 2002 година след последното за сега разширение на НФЛ. От създаването ѝ членовете на АФК Юг винаги са едни и същи: Хюстън Тексънс, Индианаполис Колтс, Джексънвил Джагуарс и Тенеси Тайтънс.
До 2002 Колтс се състезават в АФК Изток, Тайтънс и Джагуарс – в АФК Център, а за Тексънс сезон 2002 е първи в НФЛ.
Колтс са най-успешният отбор в дивизията, като са я печелили 7 пъти, а настоящ шампион са Хюстън Тексънс.

## Досегашни победители
| Сезон | Отбор              | П-З-Р  | Забележки                                 |
| ----- | ------------------ | ------ | ----------------------------------------- |
| 2002  | Тенеси Тайтънс     | 11–5–0 |                                           |
| 2003  | Индианаполис Колтс | 12–4–0 |                                           |
| 2004  | Индианаполис Колтс | 12–4–0 |                                           |
| 2005  | Индианаполис Колтс | 14–2–0 |                                           |
| 2006  | Индианаполис Колтс | 12–4–0 | Носители на Супербоул XLI                 |
| 2007  | Индианаполис Колтс | 13–3–0 |                                           |
| 2008  | Тенеси Тайтънс     | 13–3–0 |                                           |
| 2009  | Индианаполис Колтс | 14–2–0 | Губят Супербоул XLIV от Ню Орлиънс Сейнтс |
| 2010  | Индианаполис Колтс | 10–6–0 |                                           |
| 2011  | Хюстън Тексънс     | 10–6–0 |                                           |
| 2012  | Хюстън Тексънс     | 12–4–0 |                                           |

## Участия в плейофи
| Team                | Шампиони на дивизията# | Уайлд кард# | Общо#   |
| ------------------- | ---------------------- | ----------- | ------- |
| Индианаполис Колтс  | 7 (14)                 | 3 (11)      | 10 (25) |
| Тенеси Тайтънс      | 2 (9)                  | 2 (12)      | 4 (21)  |
| Хюстън Тексънс      | 2 (2)                  | 0 (0)       | 2 (2)   |
| Джексънвил Джагуарс | 0 (2)                  | 2 (4)       | 2 (6)   |

# В скоби е отбелязан общия брой на участията в плейофите за всеки отбор, включително участията от преди създаването на АФК Юг.